# السيد موسى (لاعب كرة طائرة من وضع الجلوس)
السيد موسى هو لاعب كرة طائرة من وضع الجلوس مصري، فاز مع منتخب مصر ببرونزية دورة الألعاب البارالمبية الصيفية 2016.